# 陈倩楠
陈倩楠（1998年3月19日—），中國大型女子偶像團體SNH48的成員，所屬隊伍為Team NII。她於2016年1月18日，加入SNH48六期生。4月20日，移籍至BEJ48 Team E。4月30日，於BEJ48 Team E 1st Stage「不眠之夜」公演出道。2020年3月11日，節目创造营2020（腾讯视频）公布練習生名單，陈倩楠名列其中。2020年9月4日，因BEJ48在短期内无法正常开展团体活动，陈倩楠移籍至SNH48 Team NII。

## 经历
2015年，她报名参加SNH48招募活动，顺利地通过了三轮面试。2016年1月18日，加入SNH48六期生。4月20日，移籍至BEJ48，并加入BEJ48 Team E。4月29日，以BEJ48成员名义于BEJ48 Team E 1st Stage「不眠之夜」公演出道。
2017年7月29日，参加“我心翱翔”SNH48 GROUP第四届偶像年度人气总决选演唱会。10月，她参演的轻喜剧作品《有言在仙》在腾讯视频上线。11月18日，参加“SNH48 GROUP第三届年度风尚大赏”，获得第3名。  
2018年7月14日，她主演的电影《龙的新娘》上线爱奇艺。7月28日，参加“砥砺前行”SNH48 GROUP第五届偶像年度人气总决选演唱会，获得第37名，BEJ第6名。
2019年7月27日，参加“新的旅程”SNH48 GROUP第六届偶像年度人气总决选演唱会，获得第48名，BEJ48第10名。12月21日，参加SNH48 GROUP 第六届年度金曲大赏。
2020年4月，以学员身份参加腾讯视频偶像女团竞演养成类真人秀节目《创造营2020》。

## 影视作品

### 电影
| 上映时间 | 电影名称 | 角色 | 备注 |
| -------- | -------- | ---- | ---- |
| 2018年   | 龙的新娘 |      |      |

## 外部連結
- SNH48 Group官方網站 成員 陈倩楠 （页面存档备份，存于）
- 陈倩楠的新浪微博